# Hugo (Sohn Ludwigs des Jüngeren)

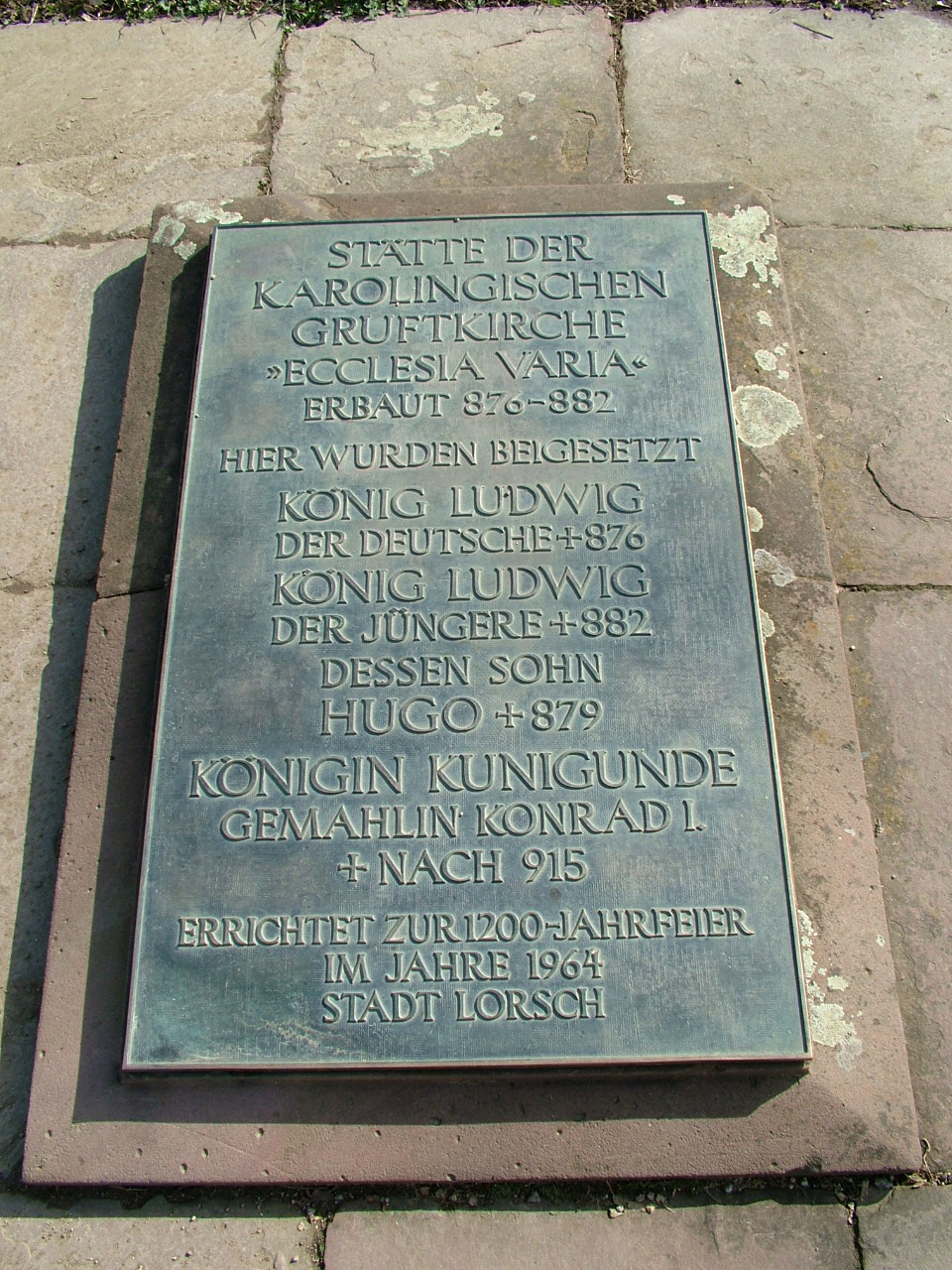
Gedenktafel am Ort der Ecclesia varia in Lorsch

Hugo (* um 855/860; † Februar 879), unehelicher Sohn des ostfränkischen Königs Ludwig des Jüngeren, fiel in der Normannenschlacht bei Thiméon und wurde im Januar 880 in der Königsgruft der sogenannten Ecclesia varia des Klosters Lorsch begraben.
Es wird berichtet, Hugo habe in der Schlacht tapfer gefochten und sei von den Normannen in Stücke zerhauen worden. Sein Vater ließ die sterblichen Reste einsammeln und zur Beisetzung ins Kloster Lorsch bringen.